# Newfields
Newfields és una població dels Estats Units a l'estat de Nou Hampshire. Segons el cens del 2000 tenia 1.551 habitants.

## Demografia
Segons el cens del 2000, Newfields tenia 1.551 habitants, 516 habitatges, i 431 famílies. La densitat de població era de 85,3 habitants per km².
Dels 516 habitatges en un 48,6% hi vivien nens de menys de 18 anys, en un 76% hi vivien parelles casades, en un 5,6% dones solteres, i en un 16,3% no eren unitats familiars. En el 9,9% dels habitatges hi vivien persones soles el 4,3% de les quals corresponia a persones de 65 anys o més que vivien soles. El nombre mitjà de persones vivint en cada habitatge era de 3,01 i el nombre mitjà de persones que vivien en cada família era de 3,23.
Per edats la població es repartia de la següent manera: un 31,1% tenia menys de 18 anys, un 4,6% entre 18 i 24, un 36% entre 25 i 44, un 20,8% de 45 a 60 i un 7,5% 65 anys o més.
L'edat mediana era de 36 anys. Per cada 100 dones de 18 o més anys hi havia 93,1 homes.
La renda mediana per habitatge era de 71.375$ i la renda mediana per família de 75.078$. Els homes tenien una renda mediana de 50.417$ mentre que les dones 31.607$. La renda per capita de la població era de 28.687$. Entorn del 2,5% de les famílies i el 2,8% de la població estaven per davall del llindar de pobresa.